# Vojinovićové
Vojinovićové (srbsky Војиновићи, Vojinovići) byla šlechtická rodina, která hrála významnou roli během existence středověkého Srbska. Po rozpadu srbské říše plně ovládali část srbského území s městem Užice a okolními městy.

## Historie
Po smrti Štěpána Dušana a rozpadu carství se Vojinovićům podařilo zaplnit částečné mocenské vakuum, které v dané době vzniklo. Vojinovićové získali dostatečný vliv i moc k tomu, aby ovládli velkou část tehdejšího státu. Vedoucí úlohu v rodu měli nejprve Vojislav Vojinović (1355–1363) a následně jeho bratranec Nikola Altomanović (1366–1373). Své jméno má rod podle zakladatele Vojina, který byl místním správcem okolí dnešního města Gacko během existence Dušanovy vlády.
Během největšího úspěchu rodu se území, které Vojinovićové kontrolovali, rozprostíralo od hranic Dubrovnické republiky na západě, až po Boku kotorskou na jihu a Zvečan na jihovýchodě.

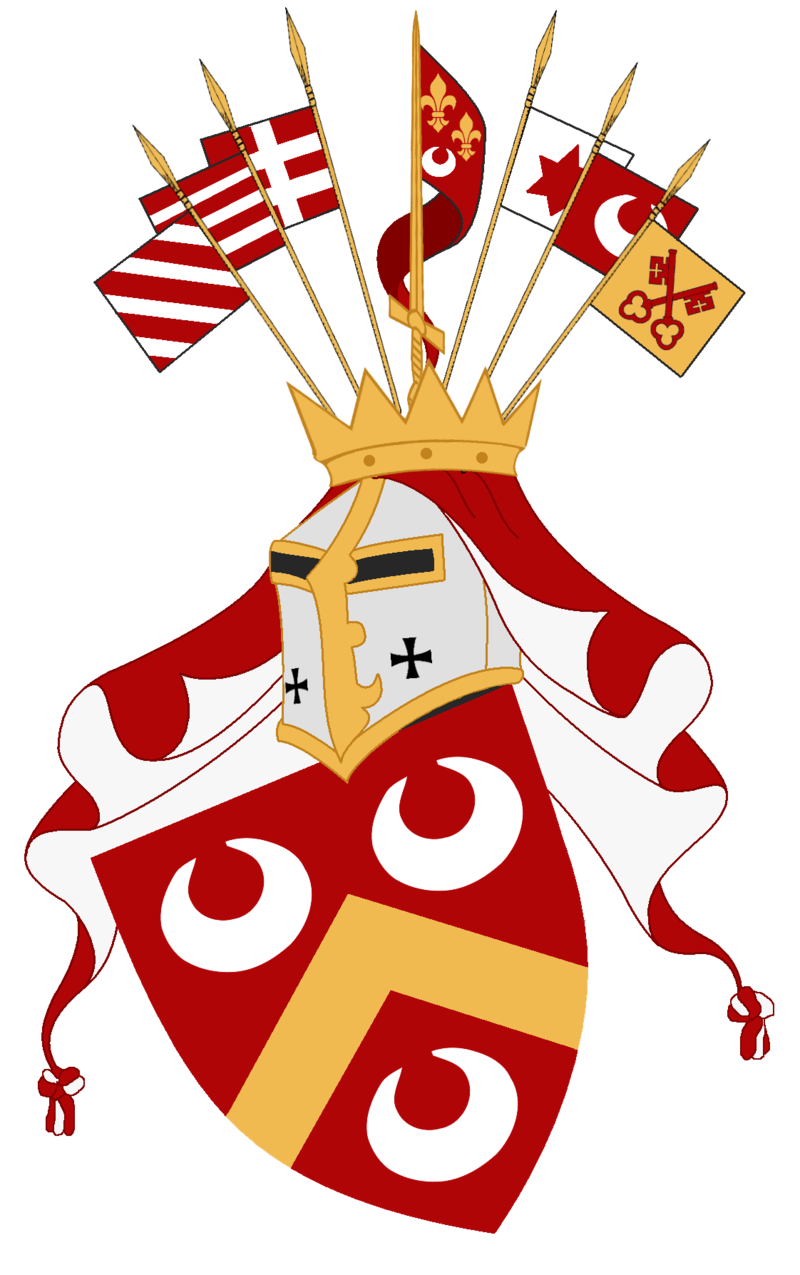
Erb Vojinovićů

Konec Vojinovićů znamenal rok 1373, kdy proti jejich poslednímu vládci vyslali společné vojsko Lazar Hrebeljanović, Tvrtko I. Kotromanić a Ludvík I. Nikola Vojinović byl následně zajat, uvězněn v užickém hradě a oslepen. Jeho území si rozdělili ostatní vládci.
Zmínky o Vojinovićich se dochovaly v srbské ústní lidové poezii (tzv. předkosovské). Vznik některých dnes středověkých památek na území Srbska a sousedních států je připisován právě rodu Vojinovićů (např. Vojinovićův most ve Vučitrnu) apod.